# 소다 사리나
소다 사리나(惣田 紗莉渚,そうだ さりな, 1993년 1월 18일 - )는 일본 여성 아이돌 그룹 전 SKE48의 멤버이다.

## 개요
- SKE48 팀KII 멤버 제스트 소속.
- 2013년 11월 10일, 《AKB48 그룹 드래프트 회의》에서 SKE48 팀KII에 5위로 지명되었다.
- 2021년 6월 30일, SKE48를 졸업.